# 黄島 (長崎県)
黄島（おうしま）は、長崎県五島市にある島である。

## 概要
福江島の南東約18kmに位置する。おおむね平坦で東側の番岳が最高点。島にある溶岩でできた岩（コメツッイシ）が黄色がかっていることから「黄島」と名づけられた。

五島列島

## 交通
福江島福江港から黄島港行きの旅客船（黄島海運）に乗る。